# Heliodoxa aurescens
Heliodoxa aurescens là một loài chim trong họ Trochilidae.
Loài chim này được tìm thấy ở Nam Mỹ nhiệt đới và xích đạo. [2] Đây là một loài không phổ biến với phạm vi lớn bất thường so với các thành viên khác của Heliodoxa.
Tên thông thường để tưởng nhớ nhà điểu học người Anh John Gould (1804–1881)